# 이윤석 (1960년)
이윤석(李潤錫, 1960년 4월 11일(음력 3월 16일) ~ )은 대한민국의 정치인 겸 대학 교수이자, 18~19대 국회의원이다.

## 학력
- 삼향동국민학교 졸업
- 무안중학교 졸업
- 목포공업고등학교 졸업
- 경남대학교 정치외교학과 학사
- 미국 아이오와 주립 대학교 대학원 외교학과 외교학 석사 수료
- 연세대학교 대학원 정치학과 정치학 석사 수료
- 연세대학교 경제대학원 경제학 석사
- 경남대학교 대학원 정치학 박사

## 경력
- 2025.04 ~ 대한민국헌정회 감사
- 2022.01 ~ : 더불어민주당 복당
- 2020.09 ~ 2022.09: 디지털서울문화예술대학교 총장
- 2020.02 ~ 2022.01: 민생당 상임고문
- 2018.03 ~ 2021.02: 동신대학교 객원교수
- 2018.03 ~ 2020.02: 민주평화당 대외협력위원장
- 2018.02 ~ 2020.02: 민주평화당 전당대회 의장
- 2018.02 ~ 2020.02: 민주평화당 상임고문 겸 당무위원
- 2018.01: 민주평화당 창당발기인
- 2017.06 ~ 2018.02: 국민의당 당무위원 겸 대외협력위원장
- ~ 2018.02: 국민의당
- 2008.05 ~ 2016.05: 제18, 19대 국회의원(무안·신안)
- 국회 조찬기도회 총무
- 2015.12: 더불어민주당 당무감사원 감사위원
- 2015.12: 더불어민주당 당원자격심사위원회 위원장
- 2015.12: 더불어민주당 당무위원 겸 조직본부장
- 2015.12: 더불어민주당 원내수석부대표
- 2015.11 ~ 2015.12: 새정치민주연합 당무감사원 감사위원
- 2015.11 ~ 2015.12: 새정치민주연합 당원자격심사위원회 위원장
- 2015.07 ~ 2015.12: 새정치민주연합 조직본부장
- 2015.05 ~ 2015.12: 새정치민주연합 원내수석부대표
- 2015.04: 제7대 국회입법정책연구회 회장
- 2014.04 ~ 2015.01: 새정치민주연합 전라남도당 공동위원장
- 2014.03 ~ 2014.05: 새정치민주연합 수석대변인
- 2014.01 ~ 2014.03: 민주당 수석대변인
- 2013.05: 민주당 전라남도당 위원장
- 2011.12: 민주통합당 원내부대표
- 2011.05 ~ 2011.12: 민주당 원내부대표
- 2011.03: 민주당 전라남도 무안, 신안 지역위원장
- 2009 ~ 2009.08: 민주당 정책위원회 부의장
- 국회 환경포럼 회장
- 경기대학교 정치학 강사
- 2002.07 ~ 2004.06: 전라남도 제7대 도의회 의장
- 1995.07 ~ 2006.06: 전라남도 제5,6,7대 도의원

## 의정 활동

### 18대
- 2008년 5월 ~ 2012년 5월 제18대 민주당 국회의원(무안군·신안군)
- 제18대 국회 예산결산특별위원회 위원
- 제18대 국회 행정안전위원회 위원
- 제18대 국회 운영위원회 위원

### 19대
- 2012년 5월 ~ 2016년 5월 제19대 민주통합당 국회의원(무안군·신안군)
- 19대 국회 국토교통위원회 간사
- 제19대 국회 후반기 국토교통위원회 위원

## 범죄사실
- 특정범죄가중처벌등에관한법률위반(뇌물): 징역 2년 6월, 집행유예 3년 - 2004년 2월 12일 선고[1]

### 허위사실 기재 의정 보고서 배포
2016년 11월 4일 허위사실을 기재한 의정보고서를 선거구민들에게 배포한 혐의(공직선거법위반)로 기소되어 1심에서 벌금 200만원을 선고받았다.	 재판부는 "유권자에게 잘못된  정보를 제공해 선거의 투명성과 공정성을 훼손했다"며 "당선을 위해 잘못된 정보를 제공해 유권자들에게 혼란을 부추긴 것은 죄질이 가볍지 않다"고 판시했다. 해당 허위사실은 호남고속철 2단계 사업에서 KTX의 무안공항 경유가 확정되지도 않았는데도 2015년과 2016년 선거구민에게 배포한 의정보고서에서 무안공항 경유가 확정됐다고 허위사실을 적시한 혐의와 학력란에 '서울법대 최고지도자 과정 수료'라는 비정규 학력을 기재한 혐의이다. 2심에서 벌금 90만원으로 감형되었다. 벌금 90만원을 선고했다. 재판부는 "피고인이 1심과 달리 자백하고 반성하는 점을 참작했다"고 설명했다.

## 역대 선거 결과
|  | 43.86% |

|  | 46.94% |

|  | 58.25% |

|  | 43.71% |

|  | 64.38% |

|  | 2.60% |

|  | 32.03% |

|  | 19.41% |

|  | 13.65% |

## 소속 정당
| 소속 정당 | 소속 정당      | 소속 기간 | 비고           |
| --------- | -------------- | --------- | -------------- |
|           | 신한민주당     | 1985~1987 | 창당 정계 입문 |
|           | 무소속         | 1987      | 탈당           |
|           | 통일민주당     | 1987      | 창당           |
|           | 무소속         | 1987      | 탈당           |
|           | 평화민주당     | 1987~1991 | 창당           |
|           | 신민주연합당   | 1991      | 당명 변경      |
|           | 민주당         | 1991~1995 | 합당           |
|           | 무소속         | 1995      | 탈당           |
|           | 새정치국민회의 | 1995~2000 | 창당           |
|           | 새천년민주당   | 2000~2003 | 합당           |
|           | 무소속         | 2003      | 탈당           |
|           | 열린우리당     | 2003~2007 | 창당           |
|           | 대통합민주신당 | 2007~2008 | 합당           |
|           | 통합민주당     | 2008      | 합당           |
|           | 무소속         | 2008~2009 | 탈당           |
|           | 민주당         | 2009~2011 | 복당           |
|           | 민주통합당     | 2011~2013 | 합당           |
|           | 민주당         | 2013~2014 | 당명 변경      |
|           | 새정치민주연합 | 2014~2015 | 합당           |
|           | 더불어민주당   | 2015~2016 | 당명 변경      |
|           | 무소속         | 2016      | 탈당           |
|           | 기독자유당     | 2016      | 입당           |
|           | 무소속         | 2016      | 탈당           |
|           | 국민의당       | 2016~2018 | 입당           |
|           | 무소속         | 2018      | 탈당           |
|           | 민주평화당     | 2018~2019 | 창당           |
|           | 무소속         | 2019~2020 | 탈당           |
|           | 대안신당       | 2020      | 창당           |
|           | 민생당         | 2020~2022 | 합당           |
|           | 무소속         | 2022      | 탈당           |
|           | 더불어민주당   | 2022~2024 | 복당           |
|           | 무소속         | 2024~현재 | 탈당           |

## 같이 보기
- 무안군·신안군
- 무안군의 국회의원
- 신안군의 국회의원